# Laphria albimaculata
Laphria albimaculata là một loài ruồi trong họ Asilidae. Laphria albimaculata được Macquart miêu tả năm 1838. Loài này phân bố ở vùng nhiệt đới châu Phi.